# CNN+
CNN+ était un service numérique de streaming d'informations en continu payant, faisant partie du réseau américain CNN. Lancé le 29 mars 2022 ,Il proposait à la fois des programmes en direct et préenregistrés, mais distincts de ceux de CNN ou de sa déclinaison pour l'étranger.
Elle est clôturée le 28 avril 2022, (seulement 30 jours après son lancement), le service comme étant incompatible avec l'objectif de l'entreprise, selon Warner Bros. Discovery, le propriétaire du média américain.

## Histoire
Appartenant à la division CNN de WarnerMedia News & Sports. Annoncé le 19 juillet 2021, et lancée le 29 mars 2022, elle a été conçu comme une émanation de la chaîne de télévision CNN, diffusant une programmation quotidienne d'actualités en direct, ainsi que des séries et des documentaires originaux. tirés de la bibliothèque de la chaîne, et une "communauté interactive".
Le lancement de CNN+ est intervenu au milieu de la fusion de WarnerMedia avec Discovery Inc. pour former Warner Bros. Discovery (WBD), qui s'est achevée début avril. Lors de son lancement, CNN+ a reçu des critiques mitigées, alors qu'il a été signalé que moins de 10 000 personnes utilisaient CNN+ au quotidien.
Le 21 avril 2022, le nouveau chef de CNN Chris Licht et le chef du streaming de WBD JB Perrette ont annoncé que CNN + serait interrompu à compter du 28 avril 2022. Le patron du streaming chez Discovery, Jean-Briac Perrette, a justifié cette décision de fermeture en déclarant que « dans un marché du streaming complexe, les consommateurs veulent de la simplicité et un service tout compris qui offre une meilleure expérience et plus de bénéfices que les offres autonomes". CNN + sera définitivement fermé le 30 avril prochain. »

## Programmation
La plupart de sa programmation était animée par des personnalités existantes de CNN, tandis que CNN a également notamment embauché le journaliste de Fox News Chris Wallace pour animer une émission d'interviews pour le service.
Certains programmes originaux de CNN+ ont été repris par HBO Max et le réseau principal de CNN. Après avoir été supprimée de HBO Max avant le lancement de CNN+, la bibliothèque de programmes factuels de CNN sera ajoutée à Discovery+ à l'avenir.